# Ільбарсхан II
Ільбарс-хан II (бл. 1603/1604—1623) — хівинський хан у 1622—1623 роках.

## Життєпис
Походив з династії Арабшахів, гілки Шибанідів. Син Араб Мухаммад-хана. 1617/1618 року спільно з братом Хабаш-султаном брав участь у набігу на Хорсана. Невдовзі за цим повстав проти батька, рушивши з військо на Ургенч. Той передав їм в управління багате місто Вазір.
1622 року Ільбарс раптово захопив Хіву, де перебував Араб Мухаммад-хан, полонивши того. Тоді проти Ільбарс виступили брати Ісфандіяр і Абулгазі. Ільбарс відійшов у Кір і Усть-Урт, звільнивши свого батька. Абулгазі був готовий атакувати Ільбарс, але цьому завадив Араб Мухаммад-хан, що дослухався поради аталика Хусейна-Ходжи зачекати. Втім останній таємно підтримував Ільбарса.
В результаті протягом кількох місяців кожна зі сторін збиралася з силами. Зрештою в битві на каналі Ташли-Ярмиш Ільбарс завдав поразки ханському війську, полонивши батька, якого відправив братові Хабаш-султану (той наказав осліпити Араб Мухаммад-хана). Після цього Ільбарс був оголошений ханом. Він відправив Хабаш-султана проти Ісфандіяра, який капітулював в Хазараспі. Йому було наказано здійснити хадж до Мекки. Інших своїх братів — Хорезм Шах-султана і Афган-султана було відправлено до Хіви під вартою. Ще одному братові — Шаріф-султану — передано у володіння Кят.
1623 року довідався, що Ісфандіяр з перським загоном вирушив на звільнення батька. Тоді Ільбарс-хан II наказав стратити Араб Мухаммада, брата Хорезм Шаха-султана та 2 синів Ісфандіяра. Втім це не зупинило останнього, на бік якого перейшли провідні туркменські племена. В битві на річці Амудар'я Хабаш-султан зазнав поразки й втік до Ільбарс-хана II. Втім проти нього виступив Шаріф-султан. Вирішальна битва відбулася біля Ургенча, де хан зазнав поразки, потрапив у полон, де був страчений. Новим ханом став Ісфандіяр.